# Navina Sundaram

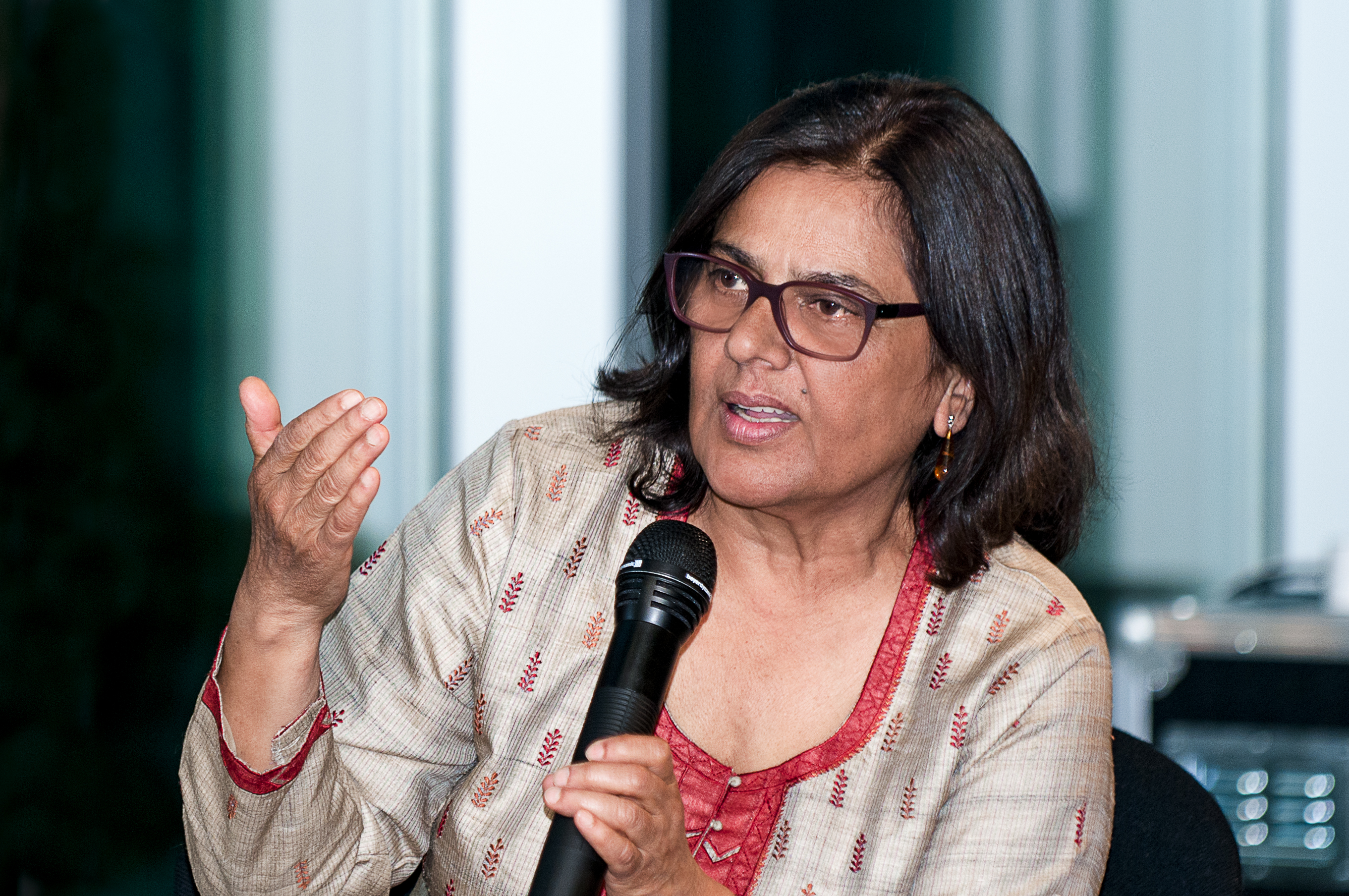
Navina Sundaram (2013)

Navina Sundaram (* 1. September 1945 in Shimla, Himachal Pradesh, Indien; † 24. April 2022 in Hamburg) war eine indisch-deutsche Fernsehjournalistin, Filmemacherin und Autorin. Sie arbeitete von 1964 bis 2003 als politische Fernsehredakteurin für den Norddeutschen Rundfunk und als Auslandskorrespondentin für die ARD. Sie moderierte als erste Fernsehjournalistin mit Migrationshintergrund renommierte Sendungen wie den Weltspiegel, extra 3 und Panorama.

## Leben

### Familie, Jugend und Ausbildung
Navina Sundaram stammte aus einer bekannten ungarisch-indischen Künstlerfamilie. Ihr Großvater Umrao Singh Sher-Gil (1870–1954) war ein Philosoph, Künstler und Fotograf aus dem Punjab. Ihre Tante Amrita Sher-Gil (1913–1941) war eine bekannte Malerin und gilt als Wegbereiterin der indischen Moderne. Navina Sundarams Bruder Vivan Sundaram (1943–2023) gehört zu den wichtigsten zeitgenössischen bildenden Künstlern in Indien. Die familiäre Umgebung der Geschwister war bildungsbürgerlich-kosmopolitisch, ihre Erziehung geprägt vom Geist der jungen indischen Republik unter Ministerpräsident Jawaharlal Nehru (1889–1964), ein säkularer, parlamentarischer Staat, der u. a. in der Allianz der Blockfreien Länder wichtige Impulse setzte.
Nach ihrem Schulabschluss an der privaten The Lawrence School, in Sanawar nahe Simla, studierte Navina Sundaram englische Literatur an der University of Delhi.
Sundaram nahm 1987 die deutsche Staatsbürgerschaft an.
Sie führte nach Heirat zeitweise den Namen Navina Sundaram-Rummel.
Navina Sundaram starb in der Nacht zum 25. April 2022 nach langer chronischer Lungenerkrankung in Hamburg im Alter von 76 Jahren.

### Journalistische Karriere
Ihren ersten Auftritt im deutschen Fernsehen verdankte Navina Sundaram einem Freund der Familie, dem damaligen Korrespondenten und Leiter des ARD-Fernsehstudios Neu-Delhi, Hans Walter Berg (1916–2003). Obwohl sie damals kein Wort Deutsch sprach, moderierte sie ab 1963 auf Bergs Wunsch die in Indien produzierte Serie Asiatische Miniaturen, indem sie die Texte auswendig lernte. In der Folge wurde sie eingeladen, eine zweijährige Ausbildung zur Fernsehjournalistin beim NDR in Hamburg zu absolvieren. Ab Juni 1964 hospitierte sie in verschiedenen Abteilungen des Senders, von der Nachrichtenredaktion der tagesschau über die Fernsehspielabteilung unter der Leitung von Egon Monk bis zum Nachwuchsstudio des NDR-Hörfunks unter Axel Eggebrecht.
Als Regie- und Redaktionsassistentin kehrte sie 1966 noch einmal für knapp zwei Jahre zurück ins Fernsehstudio Neu-Delhi. Ab 1970 war Navina Sundaram durchgehend bis 2004 als festangestellte Redakteurin beim NDR tätig, zunächst in der Hauptabteilung Zeitgeschehen, später auch als Auslandskorrespondentin. Danach arbeitete sie als freie Journalistin. 1992 war sie Leiterin des ARD-Auslandsstudios in Neu Delhi, 2003 erhielt Armin-Paul Hampel die Aufgabe.
In der Taz beschrieb sie, dass bei der Sendung Der Internationale Frühschoppen in den 1970er und 1980er Jahren Frauen nur exotische Figuren im Männerclub waren. Die pakistanische Journalistin Roshan Dhunjibhoy (1931–2011) und sie wechselten sich dort als Repräsentantinnen der anderen Welt ab. Zur Enttäuschung des Gastgebers Werner Höfers erschien sie stets in europäischer Kleidung.
Thematisch ziehen sich zwei Stränge durch das Gesamtwerk Navina Sundarams. Einerseits beschäftigte sie sich immer wieder mit den Ländern des globalen Südens, vor allem in Südasien und Afrika, den Kämpfen um Unabhängigkeit, den komplexen Prozessen der Dekolonialisierung, aber auch mit den Auswirkungen internationaler Entwicklungshilfe, der Währungspolitik von IWF und Weltbank und umweltpolitischen Themen. Andererseits interessierte sich Sundaram im innenpolitischen Diskurs der Bundesrepublik für die Situation von Menschen mit Migrationserfahrung, von Asylbewerbern und Betroffenen von Alltagsrassismus. Darüber hinaus thematisierte sie zeitgenössische politische Forderungen nach Gleichberechtigung und Anerkennung der Menschenrechte.

## Filme, Magazinbeiträge, Moderationen (Auswahl)

### Filme
- 1967: Bharata Natyam
- 1968: Schwarzer Mann, was nun?
- 1970: Auf dem Wege zur Glückseligkeit
- 1971: Fahndung nach einem Rebellen
- 1972: So lange es noch Tränen gibt
- 1973: Die Freiheit und ihr Preis
- 1973: Darshan Singh will in Leverkusen bleiben
- 1974: Reden meine Droge, Singen mein Sex
- 1976: Meine Stadt, deine Stadt
- 1977: Zur Ausreise aufgefordert
- 1979: Wenn die Begrüßungsreden verklingen
- 1982: Nur einer von 40
- 1983: Sommergäste
- 1989: Hinter jedem Vorhang...
- 1993: Die kleinen Sklaven
- 1994: Wenn Schiffe sterben
- 1995: Zwischen allen Stühlen
- 2007: Amrita Sher-Gil: Ein Familienalbum

### Magazinbeiträge (Auswahl)
- 1973: Unbehagen am Friedensnobelpreis (Weltspiegel)
- 1975: Portrait Mujibur Rahman (Weltspiegel)
- 1976: Spaniens Abzug aus West-Sahara (tagesschau, Weltspiegel)
- 1976: Interview mit Edward Braithwaite (Weltspiegel III)
- 1976: Das Erbe von Amilcar Cabral (Weltspiegel)
- 1977: Portrait George Fernandes (Weltspiegel)
- 1978: Freikauf von DDR-Bürgern (extra drei)
- 1978: Amnesty International: Folteropfer (tagesthemen)
- 1979: Zweierlei Asylrecht (Panorama)
- 1979: Indien: Wahlkampf der Eitelkeiten (Weltspiegel)
- 1982: Asyl in der Bundesrepublik (Panorama)
- 1982: Ausländertest (extra drei)
- 1982: Ehen mit Ausländern (Panorama)
- 1982: AI: Behandlungszentrum für Folteropfer (tagesthemen)
- 1983: Frauenhäuser (tagesschau)
- 1983: Der Fall Kemal Altun (Panorama)
- 1984: Interview mit Salman Rushdie
- 1984: Tag der Menschenrechte (Weltspiegel)
- 1991: Bundestagsdebatte § 218 (Kommentar, tagesthemen)
- 1992: Indien: Hindus und Muslime (Weltspiegel)
- 1993: Indien: Hindus auf dem Kriegspfad (Weltspiegel)

### Moderation
- 1963–1964: Asiatische Miniaturen
- 1973–1996 (unregelmäßig): Weltspiegel, Panorama, Gesichter Asiens[12], Weltjournal, ARD-Brennpunkte und Sondersendungen

## Texte, Vorträge, Veröffentlichungen (Auswahl)
- Thoughts on the Employment of Media in Developing Countries. Sundaram, Navina (1979): in Peter Herrmann & Rainer Kabel (eds.), Media, Technology, Development: The Role of Media Adapted By Developing Countries. Berlin: Spiess.
- Internationaler Künstler-und Kulturaustausch mit der Dritten Welt. Berichte und Diskussionen u. a. zum Film Sommergäste:- Künstlertreffen am Himalaya in der Schriftenreihe der Hochschule für Bildende Künste Braunschweig, Band 7, Dokumentation des Symposiums vom 11.-13. April 1984.
- Westliche Zivilisation – Befreiung für die Frauen in der Dritten Welt? Referat gehalten beim Entwicklungspolitischem Symposium 1986 in Duisburg – Dokumentation
- Gedanken zu Europa. (Frankfurter Rundschau) 3. April 1992.
- Frau und Fremd in den Medien. Vortrag zum internationalen Frauentag gehalten am 6. März 1996 im Landesfunkhaus Hannover (Nachdruck im TEXTE ZUR MEDIENPÄDAGOGIK Niedersächsisches Landesinstitut für Fortbildung und Weiterbildung im Schulwesen und Medienpädagogik (NLI) 1997).
- Wir machen unser eigenes Bild: Migrantinnen in den Medien, Medien für Migrantinnen. erschienen 1998 Auf zum Marsch in die Institutionen! Migrantinnen und Migranten in staatlichen und nichtstaatlichen Einrichtungen – Dokumentation der vierten landesweiten Konferenz der Migrantinnen, Migranten und Flüchtlinge in Niedersachsen, AMFN Verlag. ISBN 3-9806150-0-6
- Mehr Farbe in den Medien oder der alltägliche Rassismus in den Redaktionsstuben.
- Für eine Kultur der Differenzen – Friedens-und Dritte-Welt-Zeitschriften auf dem Prüfstand. Tagungsprotokolle herausgegeben von der Ev.Akademie Iserlohn im Institut für Kirche und Gesellschaft, 2004. ISBN 3-931845-80-X.
- Das Bild des Anderen. Die Erfahrungen einer Inderin in Deutschland und einer Deutschen in Indien. TAZ Magazin, 6./7. August 2005.
- An Outsider’s Inside View or an Insider’s Outside View – India on German TV 1957–2005.
- Innenansichten einer Außenseiterin oder Außenansichten einer Innenseiterin – Indien im Deutschen Fernsehen 1957–2005.
- Import Export Cultural Transfer India/Germany/Austria. 2005 Parthas Verlag, ISBN 3-86601-910-6.
- Grüblerisches zum Thema ‚Heimat in der Fremde‘. In: Heimat in der Fremde, Migrationsgeschichten von Menschen aus Indien in Deutschland, Draupadi Verlag, 2008, ISBN 978-3-937603-30-8.

## Ehrenamtliches Engagement
- Mitglied des Entwicklungspolitischen Beirates des Hamburger Senats unter dem Vorsitz von Ingomar Hauchler, einberufen im August 1999 durch die rot-grüne Koalition, hat sie an der Erstellung von Leitlinien einer Hamburger Entwicklungspolitik im Sinne der Agenda 21 mitgearbeitet. Der Versuch des Beirates, seine Arbeit auch nach dem Regierungswechsel fortzusetzen, endete am 29. März 2004 mit dem geschlossenen Rücktritt.
- Seit 1999 Stiftungsratsmitglied der Norddeutschen Stiftung für Umwelt und Entwicklung (NUE).